# Rouzbeh Cheshmi
Rouzbeh Cheshmi (Teheran, 24 juli 1993) is een Iraans profvoetballer die als verdediger speelt.

## Clubcarrière
Chesmi speelde in de jeugdopleiding van Paykan en Persepolis maar brak vanaf 2013 door bij Saba Qom. Sinds 2015 komt hij uit voor Esteghlal waarmee hij in 2018 de Iraanse voetbalbeker won.

## Interlandcarrière
Hij doorliep vanaf de onder 16 alle nationale jeugdelftallen en speelde op Aziatische jeugdkampioenschappen. In 2017 debuteerde Chesmi in het Iraans voetbalelftal en hij maakt deel uit van de selectie op het wereldkampioenschap voetbal 2018.